# Крепкий сон
«Крепкий сон» (исп. Mientras duermes, «Пока ты спишь») — испанский художественный фильм-триллер, снятый Жауме Балагеро и вышедший в 2011 году. Фильм завоевал ряд призов на кинофестивалях, в том числе множество наград Каталонской киноакадемии.
Премьера фильма состоялась 23 сентября 2011 года на кинофестивале Fantastic Fest в США. Фильм вышел в кинопрокат в Испании 14 октября 2011 года.

## Сюжет
Сесар страдает из-за того, что не может чувствовать себя счастливым и не видит смысла в жизни. Единственное, что вызывает у него хоть какой-то интерес, — это доставление неудобств другим людям исподтишка. Работая консьержем, Сесар имеет доступ к квартирам всех жильцов и тайно следит за ними, считая, что он достигнет своей цели, если каждому причинит неприятности. О своих «успехах» он рассказывает больной матери, которая парализована и прикована к постели в больнице.
Самым трудным случаем для Сесара оказывается молодая девушка по имени Клара: Сесар пишет ей анонимные письма, смс-сообщения и мейлы, однако это не выводит её из себя. Проникая в её дом, пока её нет, он ночью при помощи хлороформа погружает Клару в глубокое забытьё и добавляет в её косметику гидроксид натрия, из-за чего у Клары начинается сыпь. Она, однако, продолжает улыбаться и выглядеть счастливой. В другой раз ночью Сесар запускает в квартиру Клары сотни тараканов, которых она боится, и она на пару дней съезжает с квартиры, попросив Сесара сделать дезинсекцию. Узнав, что полиция нашла в подвале их дома компьютер, с которого рассылались анонимки, Сесар делает так, чтобы все улики указывали на сына уборщицы, которого в итоге арестовывают.
Положение Сесара осложняется, когда хозяин дома, недовольный его работой, решает его уволить, а к Кларе приезжает её бойфренд Маркос. Сесар в эту ночь находится, как обычно, под кроватью у Клары, чтобы усыпить её, и ему с трудом удаётся выбраться из квартиры только утром, вызвав подозрения у Маркоса.
Узнав, что Клара плохо себя чувствует, Маркос ведёт её ко врачу, где выясняется, что Клара беременна, причём с того времени, когда сам он был в отъезде. Он также обнаруживает под матрасом кровати то, что там прятал Сесар (хлороформ, маску, зеркальце, чтобы видеть из-под кровати, уснула ли Клара) и приводит Сесара в квартиру, предъявляя ему обвинения. В драке Сесар режет Маркосу осколком сонную артерию, инсценируя затем его самоубийство.
Клара в шоке, а Сесар достиг своей цели: смог стереть улыбку с её лица. Полиция подозревает Сесара, однако не имеет доказательств.
Проходит год и наступает последний этап плана Сесара: он пишет Кларе письмо, признаваясь, что проводил с ней ночи, пока она была в забытьи, и что родившийся у неё ребёнок от него. Однако всё это наконец дало ему ощущение счастья, так что он теперь знает, как его добиться снова.

## В ролях
- Луис Тосар — Сесар
- Марта Этура — Клара
- Альберто Сан-Хуан — Маркос
- Петра Мартинес — сеньора Вероника
- Ирис Альмейда — Урсула
- Ампаро Фернандес — уборщица
- Рохер Морилья — сын уборщицы
- Маргарита Росед — мать Сесара

## Награды
- 2012 — Международный кинофестиваль в Чикаго (After Dark Competition) — «Серебряный Хьюго» (Жауме Балагеро)
- 2012 — Кинопремия «Гойя» — лучший актёр (Луис Тосар)
- 2012 — Кинопремия «Гауди» — лучший режиссёр (Жауме Балагеро)
- 2012 — Кинопремия «Гауди» — лучший не каталаноязычный фильм (Filmax и TV3)
- 2012 — Кинопремия «Гауди» — лучшая главная роль (Луис Тосар)
- 2012 — Кинопремия «Гауди» — лучший сценарий (Альберто Марини)
- 2012 — Кинопремия «Гауди» — лучший монтаж (Гильермо де ла Каль)
- 2012 — Кинопремия «Гауди» — лучший звук (Давид Кальеха, Хорди Россиньоль Коломер, Ориоль Тарраго)
- 2012 — Союз актёров Испании — лучшая женская роль второго плана (Петра Мартинес)